# أدريان أرينغتون
أدريان أرينغتون (بالإنجليزية: Adrian Arrington)‏ هو لاعب كرة قدم أمريكية أمريكي، ولد في 7 نوفمبر 1985 في سيدار رابيدز في الولايات المتحدة.

## وصلات خارجية
- أدريان أرينغتون على موقع إي إس بي إن.كوم (أن.أف.أل)3
- أدريان أرينغتون على موقع مرجع كرة القدم المحترفة.كوم (الإنجليزية)